# Liste von Gewässern in Nigeria

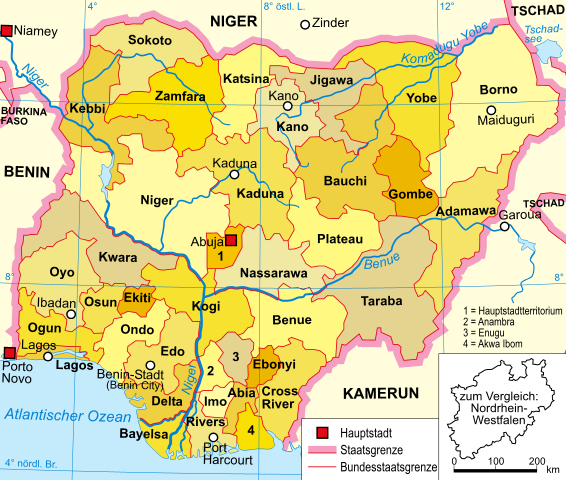
Karte Nigerias

Dies ist eine Liste der Gewässer in Nigeria. Hier werden die größten Fließ- und Standgewässer in Nigeria aufgelistet.

## Flüsse
- Anambra
- Benue
- Bunga
- Cross
- Donga
- El Beid
- Escravos
- Ethiope
- Forcados
- Gana
- Gongola
- Hadejia
- Imo River
- Jama’are
- Kaduna
- Kampe
- Katsina Ala
- Komadugu Gana
- Komadugu Yobe
- Kwa Iboe
- Mada
- Moshi
- Niger
- Ngadda
- Nun
- Ogun
- Oli
- Osse
- Osun
- Pai
- Rima
- Shasha
- Shemankar
- Sokoto
- Taraba
- Teshi
- Warri
- Yedseram
- Zamfara
- Wallu

## Seen
- Asejire-Stausee
- Bagauda-Stausee
- Bakolori-Stausee
- Kainji-Stausee
- Jebba-Stausee
- Oguta-See
- Shiroro-Stausee
- Tiga-Stausee
- Tschadsee
- Nigerdelta

## Lagunen
- Lagune von Lagos
- Lagune von Lekki